# Renate Thyssen-Henne

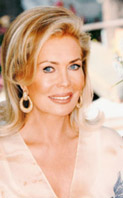
Renate Thyssen-Henne

Renate Thyssen-Henne (* 20. Juni 1939 in Bottrop als Renate Kerkhoff) ist eine deutsche Unternehmerin.

## Leben
Thyssen-Henne entstammt der westfälischen Unternehmerfamilie Kerkhoff (Holz-Sägewerk, Kiesgruben, Textil- und Bekleidungshaus), deren Gründer ihr Großvater Hermann Kerkhoff war. Nach der Mittleren Reife machte Renate Kerkhoff ein Praktikum in einem Bottroper Reisebüro. Mit 18 Jahren wurde sie von der Frankfurter Niederlassung des US-amerikanischen Honeywell-Konzerns als Sekretärin eingestellt. Zusätzlich belegte sie Kurse in Business-Englisch, Betriebswirtschaft und Management und arbeitete als Fotomodell. 

## Wirken
Mit 20 Jahren gründete Kerkhoff ihr erstes Unternehmen, das vier Jahre später bereits 150 Mitarbeiter beschäftigte. Mit 25 Jahren gründete sie die Restaurantkette „Zum Gumpelmann“ mit 12 Niederlassungen in Aachen, Frankfurt, Düsseldorf, Köln, Heidelberg und anderen deutschen Städten.
Mit ihrem dritten Mann Bodo Thyssen gründete sie Anfang der 1970er Jahre die inzwischen nicht mehr in Betrieb befindliche „Thyssen-Privatklinik“ in Prien am Chiemsee. Ende der 1970er Jahre konzentrierte sie ihre geschäftlichen Aktivitäten auf eine Tätigkeit als Bauherrin. Ferner war sie Eigentümerin zahlreicher Immobilien.
Wienerwald-Affäre
Ende Juni 1986 erwarb Renate Thyssen den damals angeschlagenen Gastronomie-Konzern „Wienerwald“ von der Bayerischen Landesbank, der Dresdner Bank und zwei Schweizer Banken für 12 Millionen Franken statt der ursprünglich veranschlagten 40 Millionen DM. Thyssen fungierte hierbei als Strohfrau für den insolventen Eigentümer Friedrich Jahn, da eine Option die spätere Übernahme durch Jahn vorsah. Jahn war sowohl Abnehmer der von ihrer ersten Firma produzierten Frischetücher als auch von der Restaurantkette.
Zur politischen Affäre kam es, weil Thyssens Finanzberater Dieter Krautzig in der Verwertungsgesellschaft sowohl die Interessen der Bayerischen Landesbank als auch die Thyssens vertrat und weil Thyssen damals ein Verhältnis mit Landesbankpräsident Ludwig Huber hatte. Jahn übergab ihr unentgeltlich seine Anteile und wurde dafür bei „Wienerwald“ angestellt. Einige Wochen später kaufte Jahn die deutschen Wienerwald-Lokale für 2,5 Millionen DM. Nach dem Verkauf anderer defizitärer Tochterunternehmen in Frankreich, Schweden und Ägypten konzentrierte Thyssen sich auf das Kerngeschäft in Österreich mit den dortigen 54 Restaurants, 10 Autobahnraststätten, 5 Hotels und 1.500 Mitarbeitern. Das kollidierte mit einer Option für Jahn, bis zum 31. August 1987 die gewinnbringenden österreichischen Wienerwald-Lokale für 25 Millionen DM zuzüglich Steuern zu erwerben. Ende Januar 1987 wollte Jahn diese Option ausüben. Es begann ein juristischer Streit, der in öffentlichen Beschimpfungen gipfelte. Jahn konnte schließlich das nötige Geld für die Option Ende August nicht erbringen. 
Öffentlich wurde die Affäre, als ruchbar wurde, dass Bankpräsident Huber im Juni für „Wienerwald Österreich“ in den Aufsichtsrat ging. Die Bayerische Landesbank wurde darüber nicht informiert, und so musste Huber 1988 als Präsident der Bayerischen Landesbank zurücktreten. Unter der Führung Renate Thyssens stieg „Wienerwald“ zum größten Gastronomieunternehmen in Österreich auf. 1988 kürte das österreichische Wirtschaftsmagazin „Erfolg“ sie zur Managerin des Jahres. Ende der 1980er Jahre veräußerte sie das Unternehmen an die Stadt Wien. Jahn musste 1988 die 230 deutschen Wienerwald-Gaststätten an den britischen Spirituosenhersteller Grand Metropolitan verkaufen.

## Soziales Engagement
2002 gründete Renate Thyssen-Henne zusammen mit ihrem Mann und ihrer Tochter Gabriele die Hilfsorganisation SOS-Projects für Mensch und Tier e. V. mit Sitz in München. Der Verein besitzt kein DZI-Siegel.

## Privat
Renate Thyssen-Henne war fünfmal verheiratet. Nach einer ersten Ehe, die nur drei Monate hielt, heiratete sie 1962 den Essener Unternehmersohn Helmut Homey. Mit ihm hat sie zwei Kinder: Gabriele Prinzessin zu Leiningen und einen Sohn. 1969 heiratete sie den deutschen Industriellen und Arzt Bodo Thyssen, einen Enkel von Joseph Thyssen, der beide Kinder adoptierte. Mit ihrem Scheidungsanwalt Detlef Wunderlich, dem späteren Ehemann der Geigerin Anne-Sophie Mutter, war sie sieben Jahre lang verheiratet. Ihr fünfter Ehemann war der Unternehmer Ernst Theodor Henne, Sohn des Rennfahrers Ernst Henne, mit dem sie bis zu dessen Tod 2018 verheiratet war.